# Bioresonanca
Bioresonanca, pogosto imenovana tudi bioresonančna terapija (BRT), terapija MORA, biofizikalna informacijska terapija in multiresonančna terapija, je psevdoznanstvena in s strani medicine nepodprta praksa, pri kateri se predlaga uporabo elektromagnetnih valov za diagnozo in zdravljenje bolezni pri ljudeh. Bioresonanca nima dokazanega učinka, ki bi presegal učinek placeba. Zato se je ne prišteva k metodam znanstvene medicine, ampak zdravilske prakse. Bioresonanca ni povezana z biološko povratno zanko (t.i. biofeedback).

## Zgodovina
Začetek bioresonance sega 1920. leta v ZDA, ko je Albert Abrams razvil metodo, imenovano radionika. Zaradi tega ga je Ameriška zdravstvena organizacija (American Medical Association) označila za »dekana šarlatanov v 20. stoletju« (ang. the dean of twentieth century charlatans). Bioresonančno terapijo sta leta 1977 v Nemčiji vpeljala scientolog Franz Morell in njegov zet, inženir Erich Rasche. Sprva so jo tržili s terminom »terapija MORA« (nem. »MORA-Therapie«), kar predstavlja skovanko priimkov MOrell in RAsche. Nekatere njune naprave so vsebovale elektronsko vezje, ki meri upor kože in so bile podobne E-metru, ki ga uporablja scientologija. Prav scientološki E-meter sta ustvarjalca bioresonance želela izboljšati.

## Metoda
Pri merjenju se tesitrana oseba dotakne vsaj dveh elektrod na napravi, delovanje katere izvajalci ne razkrijejo. Verjetno merijo odpornost kože, podobno kot deluje poligraf, elektroakupunktura ali v scientologiji uporabljani E-meter. Nekatere naprave ojačajo električne signale v nizkem frekvenčnem območju, kot je to na primer v ojačevalniku stereo sistema. Pri tem naj bi se bolezni prikazale kot domnevne motnje v frekvenčnem vzorcu. Izvajalci trdijo, da postopek meri elektromagnetno polje, ki je individualno v vsakem posamezniku (posamezni frekvenčni vzorec) in usmerja vse biokemične procese v telesu. Izvajalci trdijo, da so z metodo sposobni zaznati različna bolezenska stanja in odvisnosti. Ta bolezenska stanja vključujejo tudi stanja, ki v medicini niso znana in so v nasprotju s temeljnimi ugotovitvami o človeški fiziologiji (npr. »alergija na sladkor«). Nekateri izvajalci trdijo tudi, da lahko s to metodo zdravijo bolezni brez uporabe zdravil, tako da spodbujajo spremembo »bioresonance« v celicah, s čimer naj bi obrnili spremembe, ki jih povzročajo bolezni. 
Da bi lahko delovale, bi bioresonančne naprave morale biti sposobne izolirati in natančno določiti odzive iz mešanice odzivov, ki jih naprava prejme preko elektrod. Prenašanje teh spremenjenih signalov preko istih elektrod naj bi po trditvah izvajalcev ustvarilo zdravilne signale. Za obstoj takšnih normalnih in nenormalnih frekvenčnih vzorcev, kot jih razlaga bioresonanca, ni dokazov. Prav tako niso znanstveno dokazane fizikalne in biološke podlage za »izbris« takih frekvenčnih vzorcev v telesu, kot trdijo izvajalci bioresonančne terapije.

## Znanstvena kritika
Znanstveniki so bioresonančno terapijo klasificirali kot psevdoznanost, saj ni znanstvene razlage o tem, kako bi lahko delovala. Znanstvene raziskave so pokazale, da se učinek bioresonančne terapije ne razlikuje od učinka placeba.
WebMD, eden največjih spletnih portalov v ZDA, ki poroča o javnem zdravstvu, navaja: »Ni zanesljivih znanstvenih dokazov, da je bioresonanca natančen kazalnik zdravstvenih stanj ali bolezni, ali da je učinkovit način zdravljenja za katerokoli bolezen.« (ang. »There is no reliable scientific evidence that bioresonance is an accurate indicator of medical conditions or disease or an effective treatment for any condition.«)
Ameriška spletna stran Quackwatch, ki svoj cilj opisuje kot »boriti se proti goljufijam, mitom, modnim pojavom, zmotam in neprimernim praksam v zdravstvu«, poroča, da je bioresonančna terapija popolnoma nesmiselna, predlagani mehanizem delovanja pa ni mogoč.
Poznamo dokazane primere spletnih goljufij, kjer so zdravilci lažno trdili, da so sposobni zdraviti raka, oškodovance pa so v smrtno nevarnost spravili s trditvami, da se z boleznijo naj ne borijo s pomočjo kemoterapije ali operacije, kakor so to priporočili zdravniki. Znan britanski zdravnik, akademik in promotor znanosti Ben Goldacre je v kolummni za The Guardian izrazil zaskrbljenost nad lahkovernim poročanjem medijev o bioresonanci in izpostavil primer zdravljenja odvisnosti od kajenja s pomočjo bioresonance, ki ga je BBC zmotno predstavil kot dejstvo.
V Združenih državah Amerike Uprava ZDA za hrano in zdravila (FDA) uvršča »naprave, ki uporabljajo meritve upornosti za diagnostiko in zdravljenje različnih bolezni« med naprave razreda III, ki pred trženjem zahtevajo odobritev FDA. Za nekatere od teh naprav je FDA izdala prepoved prodaje na ameriškem trgu, številne prodajalce električnih naprav, ki dajejo lažne trditve o zdravstvenih koristih, pa je sodno preganjala.